# Fritz Ryser (Maler)
Fritz Ryser, Taufname Friedrich Alfred (* 3. Mai 1910 in Konolfingen; † 1. Dezember 1990 in Basel) war ein Schweizer Maler, Zeichner und Kunstpädagoge. Sein Werk umfasst Landschaften, Stillleben, Porträts, Aquarelle, Zeichnungen, Illustrationen, Lithografien und Wandbilder.

## Leben und Werk
Fritz Ryser war das vierte von sechs Kindern des Schneidermeisters und Sigristen Friedrich Ryser († 1941) und der Ida, geborene Stähli († 1962).
Wie sein drei Jahre älterer Bruder Willy († 1957) erkrankte er 1913/1914 an Kinderlähmung und kehrte nach einem einjährigen Spitalaufenthalt schwer gezeichnet nach Hause zurück. Da sein späterer Wunsch, sich zum Musiker ausbilden zu lassen, durch die Erkrankung verunmöglicht wurde, absolvierte er von 1926 bis 1929 eine Bau-, Dekorations- und Schriftenmalerlehre bei seinem Grossonkel Emil Eicher in Bern.
Anschliessend besuchte Ryser als Tagesschüler für drei Semester die Allgemeine Gewerbeschule Basel. Zudem belegte er Abendkurse an der Schule. Seine Hauptlehrer waren Arnold Fiechter, Albrecht Mayer, Hermann Meyer, Alfred Soder, Paul Kammüller, Georg Schmidt und Ernst Buchner. Seinen Lebensunterhalt verdiente sich Ryser weiterhin als Schriftenmaler.
1931/1932 arbeitete Ryser als Schriftenmaler in Thun und Bern. 1933 heiratete er die aus Niedermuhlern stammende Klara, geborene Kappeler. 1935 kam ihr Sohn Fritz und 1939 ihr Sohn Max Peter auf die Welt. Zwischen 1935 und 1950 malte Ryser zahlreiche Werke, in denen er seine Frau und die Kinder darstellte.
1933/1934 hielt sich Ryser mit Ernst Baumann an der Académie Colarossi und an der Académie de la Grande Chaumière in Paris auf. Wieder in Basel arbeitete er als Schriftenmaler und als freischaffender Kunstmaler. Zudem belegte er weitere Abendkurse an der Allgemeinen Gewerbeschule Basel. 1935 nahm er an der Weihnachtsausstellung der Basel Künstler in der Kunsthalle Basel teil. Der Basler Altphilologe und Gymnasiallehrer Samuel Merian (1883–1971) war zeitlebens väterlicher Freund von Ryser.
1939 erhielt Ryser ein Reisestipendium vom Basler Kunstverein und unterrichtete ab dann aushilfsweise als Zeichenlehrer an verschiedenen Basler Schulen. Seine Vorbilder stammten aus der Basler Künstlergruppe der «Dunkeltonigen»; im Speziellen die Werke von Karl Theophil Dick und die Frühwerke von Eduard Niethammer (1884–1967), Paul Basilius Barth, Numa Donzé, Otto Klein, Heinrich Müller, Jean-Jacques Lüscher und Otto Roos. 1941 erwarb das Kunstmuseum Basel Rysers Werk Kranker Knabe.
1942 lernte er Werner Gfeller (1895–1985) kennen, mit dem er zeitlebens befreundet blieb. Im gleichen Jahr erhielt Ryser ein Eidgenössisches Kunststipendium, was es ihm ermöglichte, das Anstellungsverhältnis als Schriftenmaler zu beenden und sich ganz seiner künstlerischen Laufbahn zu widmen. In der Folge wurde er Mitglied der Sektion Basel der GSMBA und zeigte in der Gruppenausstellung Die junge Schweiz Werke im Kunsthaus Zürich. Ab 1943 war Ryser Aktivmitglied der Basler Künstlergesellschaft, die er von 1952 bis 1962 präsidierte.
1945 lernte er Cuno Amiet kennen und besuchte diesen mehrere Male auf der Oschwand. Von 1948 bis zu seiner Pensionierung 1975 unterrichtete Ryser an der Allgemeinen Gewerbeschule Basel in einer festen Teilzeitanstellung die Fächer Malen und Zeichnen. 1950 unternahm er seine erste Studienreise nach Holland. 
1952 bezog die Familie ein eigenes Haus an der Birmannsgasse 27 in Basel, wo sich Ryser sein Atelier einrichtete. Im gleichen Jahr erhielt die Familie das Bürgerrecht der Stadt Basel. 
Ryser verwaltete von 1950 bis 1982 das künstlerische Werk von Walter Bär (1883–1973), der 1951 seine künstlerische Laufbahn beendete. Ryser restaurierte u. a. dessen Werke und organisierte für ihn einige Ausstellungen. 
Zu seinem 50. Geburtstag stellte Ryser 142 Werke zusammen mit Werken von Werner Gfeller im Schulhaus Grosshöchstetten aus. Als zusätzlicher Arbeits- und Wohnraum baute er 1963 ein Atelierhaus in Ursenbach. Dort entstanden zahlreiche Landschaftsbilder. 1983 unternahm er zusammen mit seinem Künstlerfreund Georg Sarasin eine Reise nach Spanien. Spätere Reisen führten ihn nach Österreich, Deutschland, Frankreich, Belgien und Italien.
Fritz Ryser zeigte seine Werke zusammen mit anderen Künstlern in zahlreichen Galerien sowie in zahlreichen Gruppenausstellungen. So u. a. mit Walter Schneider (1903–1968), Hamid Zaki (1909–1968), Ingrid Eggimann-Jonsson (* 1936), Fritz Zürcher (1924–2012), Ernst Wolf, Gian Casty, Ernst Streit, Gustav Stettler, Max Kämpf, Ernst Baumann, Elly Iselin-Boesch und ihr Ehemann Christoph Iselin, Karl Glatt, Karl Moor, Paul Burckhardt, Peter Moilliet, Carl Gutknecht, Ernst Suter und Walter Würgler (1901–1982).  
Ryser gewann zudem zahlreiche Kunstpreise. Seine Werke befinden sich in privaten wie in öffentlichen Sammlungen. 
1986 erschien die mit Texten von Hans Göhner, Valentin Binggeli (1931–2017) und Carlo Huber (1932–1976), Konservator und Direktor der Basler Kunsthalle, versehene und bebilderte Monografie Der Maler Fritz Ryser.

## Arbeitsaufenthalte
- 1948: In La Couronne. Zusammen mit dem aus Brienz stammende Hans Stähli (1910–2005) und Oskar Zimmermann (1910–1994) aus Basel.
- 1951: In Fontvieille. Zusammen mit Oskar Zimmermann und Helene Miescher (* 29. April 1904; † 30. Dezember 1967). Sie war die Schwester von Ernst Miescher.
- 1955: In Cadaqués. Zusammen mit dem Arzt A. Perret-Gentil. Dessen Ehefrau war Gabrielle Perret-Gentil.
- 1959: In Cadaqués. Zusammen mit A. Perret-Gentil und Walter Schneider.
- 1963: In La Mirabelle in der Provence. Zusammen mit Oskar Zimmermann.
- 1967, 1968, 1973: In Monterosso al Mare. Zusammen mit dem Lehrer Fritz Schärer, Werner Gfeller und Bruno Hesse.
- 1970: In Bormes-les-Mimosas und Le Lavandou. Zusammen mit Oskar Zimmermann.

## Porträt-Aufträge durch den Kunstkredit Basel-Stadt
- 1947: Ernst Hockenjos (1872–1949). Er unterrichtete Zahnheilkunde an der Universität Basel.
- 1953: Paul Hermann Müller
- 1962: Hans Münch

## Werke im öffentlichen Raum
- 1942: Wandbild. Auferstehung, Portal der ref. Kirche in Konolfingen
- 1959/1960: Wandbild. Aufbruch, im Schulhaus Gysenstein in Konolfingen
- 1962: Sgraffito: Morgen, am Schulhaus in Leimiswil
- 1964: Sgraffito: Himmelsrichtungen, am Schulhaus in Bleienbach